# Alojzy Hassa
Alojzy Hassa (ur. 8 listopada 1912 w Gliwicach, zm. 11 lipca 1982 w Radości) – polski duchowny rzymskokatolicki, pallotyn, historyk Stowarzyszenia Apostolstwa Katolickiego.

## Życiorys
Do szkoły powszechnej uczęszczał w rodzinnych Gliwicach, nauki gimnazjalne pobierał w pallotyńskim Niższym Seminarium Duchownym w Wadowicach na Kopcu. Pierwszą profesję złożył 15 sierpnia 1931, profesję wieczystą - 15 sierpnia 1933 w Sucharach. W Sucharach odbył studia w zakresie filozofii i teologii, a święcenia kapłańskie przyjął 8 sierpnia 1937 w Warszawie z rąk arcybiskupa Stanisława Galla. W tymże roku rozpoczął studia historyczne na Wydziale Teologicznym Uniwersytetu Jagiellońskiego, ukończone w warunkach konspiracyjnych w 1942. Po wojnie uzyskał doktoraty z historii (1949) i z teologii (1952, na Uniwersytecie Warszawskim).
W latach 1946–1950 pracował jako nauczyciel w wadowickim gimnazjum pallotyńskim, w 1950 został wykładowcą w Seminarium Duchownym w Ołtarzewie. Wykładał w seminarium historię Kościoła do 1973, z przerwą w latach 1957-1959, kiedy to pracował jako duszpasterz w Ząbkowicach Śląskich. We wrześniu 1973 został przeniesiony na placówkę duszpasterską do Otwocka, gdzie pozostawał przez sześć lat (jedynie na przełomie 1977 i 1978 kilka miesięcy spędził w Poznaniu w ramach rekonwalescencji). W maju 1979 ze względu na zły stan zdrowia przeniósł się do Państwowego Domu Pomocy Społecznej w Radości; tamże zmarł w lipcu 1982. Pochowany został w Ołtarzewie w kwaterze pallotyńskiej.

## Dorobek
Ks. Alojzy Hassa był autorem kilkudziesięciu publikacji (35 pozycji z uwzględnieniem prac pozostawionych w maszynopisach). Zajmował się przede wszystkim historią stowarzyszenia pallotynów, w tym związkami założyciela stowarzyszenia św. Wincentego Pallottiego z Polską, a także bibliografią pallotyńską. Prace opublikowane:
- Polski Górny Śląsk ("Kalendarz Królowej Apostołów", 1933)
- Epifania jako idea Apostolstwa Katolickiego ("Królowa Apostołów", nr 1, 1950)
- Kierownictwo duchowe mężczyzn (w: Kierownictwo duchowe, 1954)
- Wpływ Bł. W. Pallottiego na odrodzenie życia religijnego w Polsce w II połowie XIX w. ("Wiadomości Polskiej Prowincji Stowarzyszenia Apostolstwa Katolickiego", nr 4, 1955)
- Millenium Polski ("Nasz Prąd", nr 2, 1956)
- 50 lat księży pallotynów w Polsce ("Tygodnik Powszechny", nr 48, 1957)
- Bibliografia księdza A. Majewskiego ("Ołtarzewiana", 1960)
- Uroczysta oktawa epifanijna sztandarowym świętem Stowarzyszenia Apostolstwa Katolickiego ("Wiadomości Polskiej Prowincji Stowarzyszenia Apostolstwa Katolickiego", nr 2, 1960)
- Wkład Bł. Wincentego Pallottiego w rozwój tzw. szkół wieczorowych w Rzymie w świetle polskich informacji ("Ołtarzewiana", 1960)
- Bibliografia księdza Wojciecha Turowskiego i księdza Tomasza Mąciora ("Ołtarzewiana", 1961)
- Bł. ksiądz Wincenty Pallotti a krakowskie środowisko kościelne w okresie Wiosny Ludów ("Ołtarzewiana", 1961)
- Polskie czasopisma sprzed stu lat o uroczystościach epifanijnych w Rzymie ("Ołtarzewiana", 1961 i 1962)
- "Przegląd Katolicki" w latach 1927-1939 ("Ołtarzewiana", 1961)
- Oktawa Epifanii ("Nasza Rodzina", nr 3, 1962)
- Pallotyńskie pozycje bibliograficzne w "Przeglądzie Katolickim" ("Ołtarzewiana", 1962)
- Świętość księdza Wincentego Pallottiego w świetle polskich relacji XIX wieku ("Ołtarzewiana", 1962; "Wiadomości Polskiej Prowincji Stowarzyszenia Apostolstwa Katolickiego", nr 1, 1962)
- Ambona epifanijna a powstanie styczniowe ("Nasz Prąd", nr 6, 1963)
- Kanonizacja księdza Wincentego Pallottiego oraz uroczystości ku czci nowego świętego, tak w Rzymie, jak i w kraju, w zwierciadle polskiej prasy ("Ołtarzewiana", 1963)
- Kontekst historyczny myśli Pallottiego o Apostolstwie Katolickim (w: Tydzień Pallottiego 1963, 1963; "Ołtarzewiana", 1963)
- Powstanie styczniowe a tematyka polskich kazań epifanijnych w kościele Sant Andrea della Valle w Rzymie w latach 1864-86 ("Ołtarzewiana", 1963"; "Wiadomości Polskiej Prowincji Stowarzyszenia Apostolstwa Katolickiego", nr 3, 1963)
- Św. Wincenty Pallotti modlił się za Polskę (w: Ad jubilaeum argenteum sacerdotii 1938-1963, 1963)
- Bibliografia pallotyńska ("Roczniki Pallotyńskie", 1964)
- Ksiądz Wincenty Pallotti a bracia Józef i Bohdan Józef Zalescy ("Roczniki Pallotyńskie", 1964)
- Pallotyńska Epifania w Rzymie w świetle czasopism polskich ("Roczniki Pallotyńskie", 1964)
- O Bractwie Miłosierdzia Bożego dla Polski z roku 1848. Ze studiów nad ścieżkami inspiracji pallotyńskiej ("Roczniki Pallotyńskie", 1965)
- Z dziejów kryzysu religijnego Wielkiej Emigracji. Ksiądz Wincenty Pallotti a bracia Józef i Bohdan Józef Zalescy ("Wiadomości Polskiej Prowincji Stowarzyszenia Apostolstwa Katolickiego", nr 1, 1965)
- Chrzest Mieszka - chrzest Polski. Jego antecedencje i konsekwencje ("Roczniki Pallotyńskie", 1966)
- Św. Wincenty Pallotti i jego Stowarzyszenie Apostolstwa Katolickiego a sprawy polskie ("Roczniki Pallotyńskie", 1966)
- Z ekumenicznych powiązań i tradycji Stowarzyszenia Apostolstwa Katolickiego ("Roczniki Pallotyńskie", 1967)
- Ks. Wincenty Pallotti - wychowawca kapłanów polskich ("Roczniki Pallotyńskie", 1968)
- Pallotti a Polska ("Nasza Rodzina", nr 2, 3, 4, 6, 1970)
- W. Pallotti et Poloni ("Acta SAC", nr 6, 1971)
- O pobycie św. Dominika w Polsce ("Nasza Rodzina", nr 2, 1973)

W maszynopisach ks. Hassa pozostawił prace Adam Mickiewicz w kręgu swoich rzymskich przyjaciół oraz Wincenty Pallotti założyciel Stowarzyszenia Apostolstwa Katolickiego.